# فضل‌الله نیکخواه
فضل‌الله نیکخواه (زاده ۲ مرداد ۱۳۰۹) بوکسور اهل ایران بوده‌است.
وی در بازی‌های المپیک تابستانی ۱۹۵۲ در وزن ۵۴–۵۱ کیلوگرم (Bantamweight) شرکت کرده‌است، نیکخواه در مرحله اول با قرعه استراحت روبه‌رو شده ما در مرحله دوم با شکست در مقابل گانگ جون-هو کره‌ای از مسابقات حذف شد و رده ۹ رده‌بندی کلی قرار گرفت.